# Magyarország a 2018-as Multisport Európa-bajnokságon
Magyarország a Berlinben és Glasgowban megrendezésre kerülő 2018-as Multisport Európa-bajnokság egyik részt vevő nemzete volt, 96 sportolóval képviseltette magát.

## Versenyzők száma
| Sportág, szakág | Magyar résztvevő | Magyar résztvevő | Magyar résztvevő |
| --------------- | ---------------- | ---------------- | ---------------- |
| Sportág, szakág | Férfi            | Nő               | Össz.            |
| Atlétika        | 15               | 18               | 33               |
| Evezés          | 8                | 2                | 10               |
| Kerékpározás    | 4                | 1                | 5                |
| Torna           | 5                | 5                | 10               |
| Triatlon        | 3                | 2                | 5                |
| Úszás           | 20               | 13               | 33               |
| Összesen        | 55               | 41               | 96               |

## Érmesek
| Érem  | Versenyző         | Sportág  | Versenyszám            | Dátum         |
| ----- | ----------------- | -------- | ---------------------- | ------------- |
| Arany | Dévai Boglárka    | Torna    | Női ugrás              | augusztus 5.  |
| Arany | Milák Kristóf     | Úszás    | Férfi 200 m pillangó   | augusztus 5.  |
| Arany | Kapás Boglárka    | Úszás    | Női 200 m pillangó     | augusztus 6.  |
| Arany | Rasovszky Kristóf | Úszás    | Férfi 5 km nyílt vízi  | augusztus 8.  |
| Arany | Hosszú Katinka    | Úszás    | Női 200 m vegyes       | augusztus 8.  |
| Arany | Verrasztó Dávid   | Úszás    | Férfi 400 m vegyes     | augusztus 9.  |
| Arany | Rasovszky Kristóf | Úszás    | Férfi 25 km nyílt vízi | augusztus 12. |
| Ezüst | Késely Ajna       | Úszás    | Női 800 m gyors        | augusztus 4.  |
| Ezüst | Kenderesi Tamás   | Úszás    | Férfi 200 m pillangó   | augusztus 5.  |
| Ezüst | Rasovszky Kristóf | Úszás    | Férfi 10 km nyílt vízi | augusztus 9.  |
| Ezüst | Késely Ajna       | Úszás    | Női 400 m gyors        | augusztus 9.  |
| Bronz | Halász Bence      | Atlétika | Férfi kalapácsvetés    | augusztus 7.  |
| Bronz | Késely Ajna       | Úszás    | Női 1500 m gyors       | augusztus 7.  |
| Bronz | Burián Katalin    | Úszás    | Női 200 m hát          | augusztus 9.  |
| Bronz | Vecsernyés Dávid  | Torna    | Férfi nyújtó           | augusztus 12. |

## Evezés

### Férfi
| Versenyző                                           | Versenyszám               | Előfutam | Előfutam | Negyeddöntő | Negyeddöntő | Elődöntő | Elődöntő | Döntő | Döntő   | Döntő | Helyezés |
| Versenyző                                           | Versenyszám               | Idő      | Hely.    | Idő         | Hely.       | Idő      | Hely.    | Típus | Idő     | Hely. | Helyezés |
| --------------------------------------------------- | ------------------------- | -------- | -------- | ----------- | ----------- | -------- | -------- | ----- | ------- | ----- | -------- |
| Papp Gergely                                        | Egypárevezős              | 7:29,91  | 6.       | 7:21,84     | 6.          |          |          | C     | 7:12,77 | 5.    | 17.      |
| Juhász Adrián Simon Béla                            | Kormány nélküli kettes    | 7:07,91  | 6.       | 6:52,80     | 5.          |          |          | C     | 6:40,38 | 3.    | 15.      |
| Galambos Péter                                      | Könnyűsúlyú egypárevezős  | 7:17,76  | 1.       |             |             | 7:09,88  | 2        | A     | 7:03,87 | 6.    | 6.       |
| Csiszár Péter Fiala Balázs Tamás Bence Forrai Dávid | Könnyűsúlyú négypárevezős | 6:09,59  | 5.       |             |             |          |          | A     | 6:11,16 | 5.    | 5.       |

### Női
| Versenyző                  | Versenyszám            | Előfutam | Előfutam | Negyeddöntő | Negyeddöntő | Elődöntő | Elődöntő | Döntő | Döntő   | Döntő | Helyezés |
| Versenyző                  | Versenyszám            | Idő      | Hely.    | Idő         | Hely.       | Idő      | Hely.    | Típus | Idő     | Hely. | Helyezés |
| -------------------------- | ---------------------- | -------- | -------- | ----------- | ----------- | -------- | -------- | ----- | ------- | ----- | -------- |
| Krémer Eszter Polivka Dóra | Kormány nélküli kettes | 7:38,30  | 4.       | 7:26,96     | 4.          |          |          | B     | 7:33,37 | 2.    | 8.       |

## Kerékpározás

### Pálya
| Versenyző        | Versenyszám | Selejtező | Selejtező | Tizenhatod döntő              | Nyolcaddöntő                    | Negyeddöntő  | Elődöntő     | Döntő        | Helyezés |
| Versenyző        | Versenyszám | Idő       | Hely.     | Ellenfél Idő                  | Ellenfél Idő                    | Ellenfél Idő | Ellenfél Idő | Ellenfél Idő | Helyezés |
| ---------------- | ----------- | --------- | --------- | ----------------------------- | ------------------------------- | ------------ | ------------ | ------------ | -------- |
| Szalontay Sándor | Gyorsasági  | 10,037    | 16.       | Moreno Sánchez (ESP) · 10,641 | Stefan Bötticher (GER) · 10,855 | kiesett      | kiesett      | kiesett      | 15.      |

| Versenyző         | Versenyszám | Scratch     | Scratch | Üldözőverseny | Üldözőverseny | Kieséses verseny | Pontverseny | Pontverseny       | Pontverseny | Össz. | Helyezés |
| Versenyző         | Versenyszám | Körök száma | Pont    | Pont          | Versenypont   | Versenypont      | Körpontok   | Gyorsasági pontok | Össz. pont  | Össz. | Helyezés |
| ----------------- | ----------- | ----------- | ------- | ------------- | ------------- | ---------------- | ----------- | ----------------- | ----------- | ----- | -------- |
| Lovassy Krisztián | Omnium      | -1          | 2       | 0             | 12            | 6                | 0           | 0                 | 0           | 20    | 16.      |

| Versenyző      | Versenyszám | Körpontok | Gyorsasági pontok | Össz. pont | Helyezés |
| -------------- | ----------- | --------- | ----------------- | ---------- | -------- |
| Filutás Viktor | Pontverseny | 0         | 0                 | 0          | 17.      |

### Hegyi-kerékpározás
| Versenyző     | Versenyszám        | Idő     | Helyezés |
| ------------- | ------------------ | ------- | -------- |
| Parti András  | Férfi terepverseny | 1:40,53 | 40.      |
| Benkó Barbara | Női terepverseny   | 1:40,29 | 18.      |

## Torna

### Férfi
| Versenyző             | Versenyszám | Selejtező | Selejtező | Selejtező | Selejtező | Selejtező | Selejtező | Selejtező | Döntő   | Döntő    | Döntő   | Döntő   | Döntő   | Döntő   | Döntő    |
| Versenyző             | Versenyszám | Talaj     | Lólengés  | Gyűrű     | Ugrás     | Korlát    | Nyújtó    | Helyezés  | Talaj   | Lólengés | Gyűrű   | Ugrás   | Korlát  | Nyújtó  | Helyezés |
| --------------------- | ----------- | --------- | --------- | --------- | --------- | --------- | --------- | --------- | ------- | -------- | ------- | ------- | ------- | ------- | -------- |
| Babos Ádám            | Csapat      |           | 13,233    | 12,966    |           | 12,833    |           | 11.       | kiesett | kiesett  | kiesett | kiesett | kiesett | kiesett | kiesett  |
| Boncsér Krisztián     | Csapat      | 13,466    |           |           | 13,866    |           | 12,900    | 11.       | kiesett | kiesett  | kiesett | kiesett | kiesett | kiesett | kiesett  |
| Kiss Balázs           | Csapat      | 12,333    |           | 13.000    | 13,100    |           |           | 11.       | kiesett | kiesett  | kiesett | kiesett | kiesett | kiesett | kiesett  |
| Ryan Macleod Sheppard | Csapat      | 13,666    | 11,933    | 13,233    | 14,166    | 14,000    | 12,766    | 11.       | kiesett | kiesett  | kiesett | kiesett | kiesett | kiesett | kiesett  |
| Vecsernyés Dávid      | Csapat      |           | 13,766    |           |           | 13,166    | 14,200    | 11.       | kiesett | kiesett  | kiesett | kiesett | kiesett | kiesett | kiesett  |

| Versenyző        | Versenyszám | Döntő | Döntő    | Döntő | Döntő | Döntő  | Döntő  | Döntő    |
| Versenyző        | Versenyszám | Talaj | Lólengés | Gyűrű | Ugrás | Korlát | Nyújtó | Helyezés |
| ---------------- | ----------- | ----- | -------- | ----- | ----- | ------ | ------ | -------- |
| Vecsernyés Dávid | Egyéni      |       |          |       |       |        | 14,033 |          |

| Versenyző      | Versenyszám | Selejtező | Selejtező      | Selejtező | Selejtező | Selejtező | Döntő  | Döntő          | Döntő   | Döntő  | Döntő    |
| Versenyző      | Versenyszám | Ugrás     | Felemás korlát | Gerenda   | Talaj     | Helyezés  | Ugrás  | Felemás korlát | Gerenda | Talaj  | Helyezés |
| -------------- | ----------- | --------- | -------------- | --------- | --------- | --------- | ------ | -------------- | ------- | ------ | -------- |
| Makra Noémi    | Csapat      |           | 12,166         | 12,200    |           | 6.        |        | 11,966         | 11,800  |        | 8.       |
| Böczögő Dorina | Csapat      | 13,133    | 12,700         | 12,400    | 12,633    | 6.        | 12,733 | 10,400         | 13,100  | 12,700 | 8.       |
| Dévai Boglárka | Csapat      | 14,616    |                |           |           | 6.        | 14,266 |                |         |        | 8.       |
| Fehér Nóra     | Csapat      |           | 12,833         | 12,766    | 12,433    | 6.        |        | 12,966         | 12,166  | 12,000 | 8.       |
| Péter Sára     | Csapat      | 13,599    |                |           | 12,500    | 6.        | 13,566 |                |         | 12,066 | 8.       |

| Versenyző      | Versenyszám | Döntő  | Döntő          | Döntő   | Döntő | Döntő    |
| Versenyző      | Versenyszám | Ugrás  | Felemás korlát | Gerenda | Talaj | Helyezés |
| -------------- | ----------- | ------ | -------------- | ------- | ----- | -------- |
| Dévai Boglárka | Egyéni      | 14,349 |                |         |       |          |

## Triatlon

### Egyéni
| Versenyző         | Versenyszám | 1,5 km úszás | Depózás 1 | 40 km kerékpározás | Depózás 2 | 10 km futás   | Összesítés    | Összesítés    |
| Versenyző         | Versenyszám | Idő          | Idő       | Idő                | Idő       | Idő           | Idő           | Helyezés      |
| ----------------- | ----------- | ------------ | --------- | ------------------ | --------- | ------------- | ------------- | ------------- |
| Dévay Márk        | Férfi       | 16:47        | 0,57      | 57:15              | 0,28      | 33:37         | 1:49,04       | 7.            |
| Faldum Gábor      | Férfi       | 17:42        | 0,57      | 57:38              | 0,27      | 33:25         | 1:50,09       | 15.           |
| Tóth Tamás        | Férfi       | 16:54        | 0,51      | 57:16              | 0,25      | 33:27         | 1:48,53       | 6.            |
| Bragmayer Zsanett | Női         | 18:43        | 0,59      | 1:05:58            | 0,32      | nem ért célba | nem ért célba | nem ért célba |

### Csapat
| Versenyző                                             | Versenyszám   | Összesen | Összesen |
| Versenyző                                             | Versenyszám   | Idő      | Hely.    |
| ----------------------------------------------------- | ------------- | -------- | -------- |
| Dévay Márk Kovács Zsófia Bragmayer Zsanett Tóth Tamás | Vegyes csapat | 1:16,06  | 4.       |